# Hagströmer
Hagströmer är en svensk adlig ätt. Endast huvudmannen har adlig värdighet.
Släkten härstammar från fältskären vid Jämtlands regemente Per Hagström (död 1733). En son till honom var läkaren Johan Otto Hagström (1716–1792); en annan son, inspektören på Länna bruk Jakob Hagström, som till hustru hade Anna Elisabeth Wirell, vars bror Claes adlades med namnet Lagerstråle och vars mormor Catharina Oljeqvist härstammade från ätten Upplänning.
Sistnämnda makar hade sonen Anders Johan Hagströmer (1753–1830) som adlades 1812 med namnet Hagströmer, enligt 37 § i 1809 års regeringsform, varmed endast huvudmannen äger adlig värdighet. Släkten introducerades med nummer 2 230. Till hustru hade Hagströmer Johanna Dorothea Bouck, vars far Guillaume Bouck var fabrikör och drev sockerbruk i Stockholm och vars mor hette Fredrika Eleonora Isoz. Makarna fick två barn. Dottern gifte sig med medicinalrådet Nils Almroth, och sonen Jacob Vilhelm Hagströmer var grosshandlare i Stockholm och adelsman vid faderns frånfälle. Jacob Wilhelm Hagströmer var gift med en dotter till bergslagskamreraren i Falun Fredrik Mellgren och dennes hustru Emerentia Maria Theel. De fick ett barn som levde till vuxen ålder, kaptenen Johan Jacob Hagströmer som ägde Wärsta i Närke och som var gift med en dotter till ett kommerseråd Kyntzell. Deras äldste son var Johan Vilhelm Hagströmer.

## Personer med namnet

### Alfabetiskt ordnade
- Anders Johan Hagströmer (1753–1830), läkare, inspektor vid Karolinska Institutet
- Gösta Hagströmer (1908–1998), jurist
- Johan Hagströmer (1845–1910), jurist, professor
- Johan Jacob Hagströmer (1820–1887), kapten
- Louise Hagströmer (1826–1875), kompositör
- Sven Hagströmer – flera personer
  - Sven Hagströmer (finansman) (född 1943), finansman och företagsledare
  - Sven Hagströmer (landshövding) (1877–1943)

### Kronologiskt ordnade
- Anders Johan Hagströmer (1753–1830), läkare, inspektor vid Karolinska Institutet
- Johan Jacob Hagströmer (1820–1887), kapten
- Louise Hagströmer (1826–1875), kompositör
- Johan Hagströmer (1845–1910), svensk jurist, professor
- Sven Hagströmer (landshövding) (1877–1943), landshövding
- Gösta Hagströmer (1908–1998), jurist
- Sven Hagströmer (finansman) (född 1943), finansman och företagsledare